# Karlo Sentić
Karlo Sentić (Dubrovnik, 2001. június 3. –) horvát utánpótlás-válogatott labdarúgókapus, a DVTK játékosa.

## Pályafutása

### Klubcsapatokban
Sentić 2015 és 2019 között a Hajduk Split akadémiájának játékosa volt; 2019 és 2021 között a klub másodosztályban szereplő tartalékcsapatának játékosa volt. A 2021–2022-es szezonban a szintén másodosztályú NK Varaždin csapatában védett kölcsönben, a klubbal bajnok lett a másodosztályban. A horvát élvonalban a Hajduk Split csapatában mutatkozott be 2022. július 30-án egy Varaždin elleni mérkőzésen. A 2022–23-as idényben horvát kupagyőztes lett a Hajduk Splittel. 2023 júniusában kölcsönvette őt a magyar élvonalbeli Diósgyőri VTK.

### Válogatott
Többszörös horvát utánpótlás-válogatott.

## Sikerei, díjai
- Hajduk Split
  - Horvát kupagyőztes: 2022–23